# Élections constituantes de 1946 en Lot-et-Garonne
Les élections constituantes françaises de 1946 se tiennent le 2 juin. Ce sont les deuxièmes élections constituantes, après le rejet du projet de Constitution française du 19 avril 1946 lors du référendum du 5 mai.

## Mode de scrutin
L'assemblée constituante est composée de 586 sièges pourvus au scrutin proportionnel plurinominal suivant la règle de la plus forte moyenne dans chaque département, sans panachage ni vote préférentiel.
Dans le département de Lot-et-Garonne, trois députés sont à élire.

## Élus
| Député sortant        | Parti | Parti | Député élu ou réélu | Parti | Parti   |
| --------------------- | ----- | ----- | ------------------- | ----- | ------- |
| Hubert Ruffe          |       | PCF   | Hubert Ruffe        |       | PCF     |
| Jacques Arrès-Lapoque |       | SFIO  | Henri Caillavet     |       | Rad-soc |
| André Lescorat        |       | MRP   | André Lescorat      |       | MRP     |

## Résultats

### Résultats à l'échelle du département
| Parti    | Parti                                          | Tête de liste         | Résultats | Résultats | Sièges |  |
| Parti    | Parti                                          | Tête de liste         | Voix      | %         |        |  |
| -------- | ---------------------------------------------- | --------------------- | --------- | --------- | ------ |  |
|          | Parti communiste français                      | Hubert Ruffe          | 40 816    | 33,11     | 1      |  |
|          | Mouvement républicain populaire                | André Lescorat        | 40 752    | 33,06     | 1      |  |
|          | Rassemblement des gauches républicaines        | Henri Caillavet       | 20 588    | 16,70     | 1 1    |  |
|          | Section française de l'Internationale ouvrière | Jacques Arrès-Lapoque | 20 134    | 16,33     | - 1    |  |
|          |                                                |                       |           |           |        |  |
| Inscrits | Inscrits                                       | Inscrits              | 157 444   | 100,00    | 3      |  |
| Votants  | Votants                                        | Votants               | 125 227   | 79,54     |        |  |
| Exprimés | Exprimés                                       | Exprimés              | 123 262   | 98,43     |        |  |